# Teuflisches Glück
Teuflisches Glück ist eine tschechische Märchenserie aus dem Jahre 1999, die in Tschechien unter dem Namen Z pekla štěstí bekannt ist. Die Serie beruht auf einer Buchvorlage des tschechischen Schriftstellers und Dramatikers Jan Drda. Wegen des großen Erfolgs der Serie wurde diese in einem zweiteiligen Spielfilm verfilmt.

## Handlung
Es war einmal ein Bauer. Seine Tochter Dora war gemein, faul und streitsüchtig, aber seine Stieftochter Magareta war süß, hübsch und fleißig. Als der Diener Hannes sich in Magareta verliebte und den Bauern um Magaretas Hand anhält, ist die eifersüchtige Dora enttäuscht. Aus Rache übergibt sie Hannes den Soldaten-Rekrutierern des Königs und vertreibt Magareta aus dem Haus. 
Hannes rettet sich zu zwei teuflischen Gesellen, die ihn für seinen weiteren Weg mit einigen magischen Dingen ausstatten. Diese starken Freunde helfen Hannes, seine Magareta zu retten und das Volk von dem tyrannischen König zu befreien.

## Synchronisation
Die Synchronisation entstand 2000 in der Synchron- und Tonstudio Leipzig GmbH im Auftrag des MDR:
| Darsteller          | Rolle                | deutscher Sprecher  |
| ------------------- | -------------------- | ------------------- |
| Michaela Kuklová    | Margareta            | Manja Doering       |
| Miroslav Šimůnek    | Hannes               | Alexander Doering   |
| Lukáš Vaculík       | Robert               | Dietmar Wunder      |
| Karel Liebl         | Walerius             | Hilmar Eichhorn     |
| Ivo Theimer         | Nepo                 | Torsten Giese       |
| Sabina Laurinová    | Prinzessin Eufrosine | Frauke Poolman      |
| Vladimír Brabec     | König                | Wolfgang Jakob      |
| Daniel Hůlka        | Brambas              | Jürgen Mai          |
| Miriam Kantorková   | Tante Marianne       | Ursula Werner       |
| Radoslav Brzobohatý | Bauer                | Dieter Bellmann     |
| Dana Morávková      | Dora                 | Caroline Scholze    |
| Václav Vydra        | alter Teufel         | Bert Franzke        |
| Rudolf Kubík        | junger Teufel        | Tobias Müller       |
| Vítězslav Jandák    | Wirt                 | Wolfgang Winkler    |
| Stella Zázvorková   | Oma                  | Käthe Koch          |
| Jaroslav Moučka     | Opa                  | Werner Senftleben   |
| Karel Gott          | Luzifer              | Matthias Hummitzsch |